# Пирокучевые облака

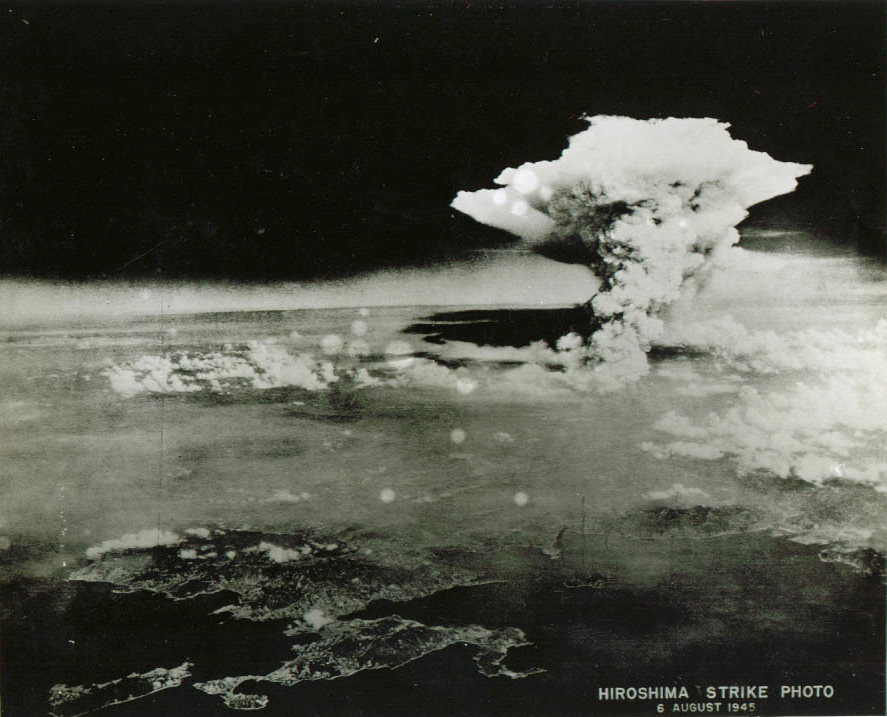
На протяжении десятилетий столб дыма на этой фотографии атомной бомбардировки Хиросимы ошибочно принимали за «ядерный гриб», то есть грибовидное облако (само по себе являющееся разновидностью кучевых облаков) от взрыва атомной бомбы 6 августа 1945 года. Однако из-за своей гораздо большей высоты облако было идентифицировано в марте 2016 года как пирокучево-дождевое облако, образовавшееся над городом в результате последовавшей вслед за взрывом огненной бури, которая достигла максимальной интенсивности примерно через три часа после взрыва и сопровождалась так называемым «чёрным дождём»

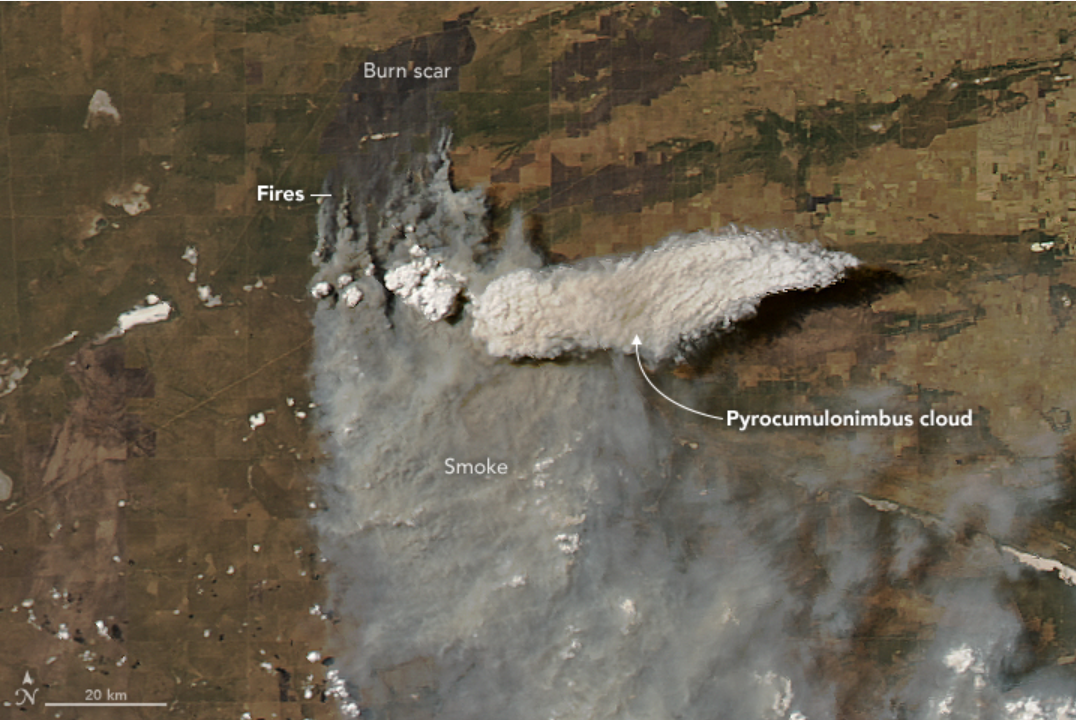
Спутниковый снимок образования пирокучево-дождевых облаков над Аргентиной в 2018 году

Пирокучевы́е облака или пирокучево-дождевые облака (лат. cumulonimbus flammagenitus, сокр. CbFg) — разновидность кучево-дождевых облаков, которая образуется над источником тепла, например лесным пожаром или извержением вулкана, и иногда может даже погасить пожар, вызвавший его, либо, в случае зоны поражения атомного взрыва, наоборот, усугубить последствия происшествия. Это самая крайняя степень пирокумулятивных облаков. Согласно Глоссарию метеорологии Американского метеорологического общества, flammagenitus — это «кучевое облако, образованное восходящим потоком от огня или усиленное выбросами дыма в результате промышленного процесса сжигания».
По аналогии с метеорологическим различием между кучевыми и кучево-дождевыми облаками, пирокучевое облако представляет собой конвективное облако, вызванное огнем или пожаром, подобное пирокумулятивным облакам, но со значительным вертикальным развитием. Пирокучевые облака достигают верхней тропосферы или даже нижней стратосферы и могут сопровождаться осадками (хотя обычно лёгкими), градом, молниями, экстремальными ветрами на малых высотах, а в некоторых случаях даже смерчем. Комбинированное воздействие этих явлений может привести к значительному увеличению распространения пожара и вызвать непосредственную опасность на земле в дополнение к «обычным» пожарам.
Впервые пирокучевое облако было научно зарегистрировано в связи с пожаром после открытия в 1998 г., что экстремальные проявления этой пироконвекции вызвали прямое попадание большого количества дыма от огненной бури в нижние слои стратосферы. Аэрозоль дыма, содержащийся в пирокучевых облаках, может сохраняться в течение нескольких недель и при этом снижать интенсивность солнечного света в тропосфере (при возрастающем количестве очагов возгорания это явление может привести к наступлению «ядерной зимы»).
В 2002 году различные датчики обнаружили 17 различных пирокучевых облаков только в Северной Америке.
8 августа 2019 года самолёт пролетел через пирокучево-дождевое облако недалеко от Спокана, Вашингтон, чтобы лучше изучить и понять состав частиц дыма, а также лучше понять, что вызывает образование этих облаков и увидеть, какие эффекты они оказывают на окружающую среду и качество воздуха. На сегодняшний день это был один из самых подробных полётов через пирокучевые облака.
В 2021 году сформировалось около 83 пирокучевых облаков. В 2022 году в США была зарегистрирована рекордная максимальная высота пирокучевого облака при пожаре «Маккинни», которая составила 15 км.